# Ia Pếch
Ia Pếch là một xã cũ thuộc huyện Ia Grai, tỉnh Gia Lai, Việt Nam.
Xã có diện tích 92,93 km², dân số năm 1999 là 2.029 người, mật độ dân số đạt 22 người/km².
Theo Nghị quyết số 1664/NQ-UBTVQH15 năm 2025, giải thể hai đơn vị cấp huyện là Thành phố Pleiku và huyện Ia Grai, hợp nhất toàn bộ diện tích tự nhiên và dân số xã Ia Pếch của huyện Ia Grai và xã Ia Kênh thuộc Thành phố Pleiku vào xã Gào.